# スリーポイントフィールドゴール
バスケットボールにおけるスリー・ポイント・フィールド・ゴール(3point field goal)とは、スリーポイントラインで区画されたスリーポイントエリア内で放たれたショットのこと。ゴールすると3点が得点される。その際、シューティングファウルがあった場合、ショット成功時は得点となり、更にフリースロー1投を得る。これをフォー・ポイント・プレーと呼ぶ。失敗の場合は、フリースロー3投を得る。この場合や、通常のフィールド・ゴール成功時のシューティングファウルで、フリースロー一投のアンド・ワンでの、3ポイント・プレーとは区別される。
スリー・ポイント・ショット、スリー・ポイント・シュート、3ポイント、スリー・ポインター、単に、スリー、などと呼ばれる。また、3ポイントを意味する「フロム・ダウン・タウン」は英語圏の放送で使われることがある。

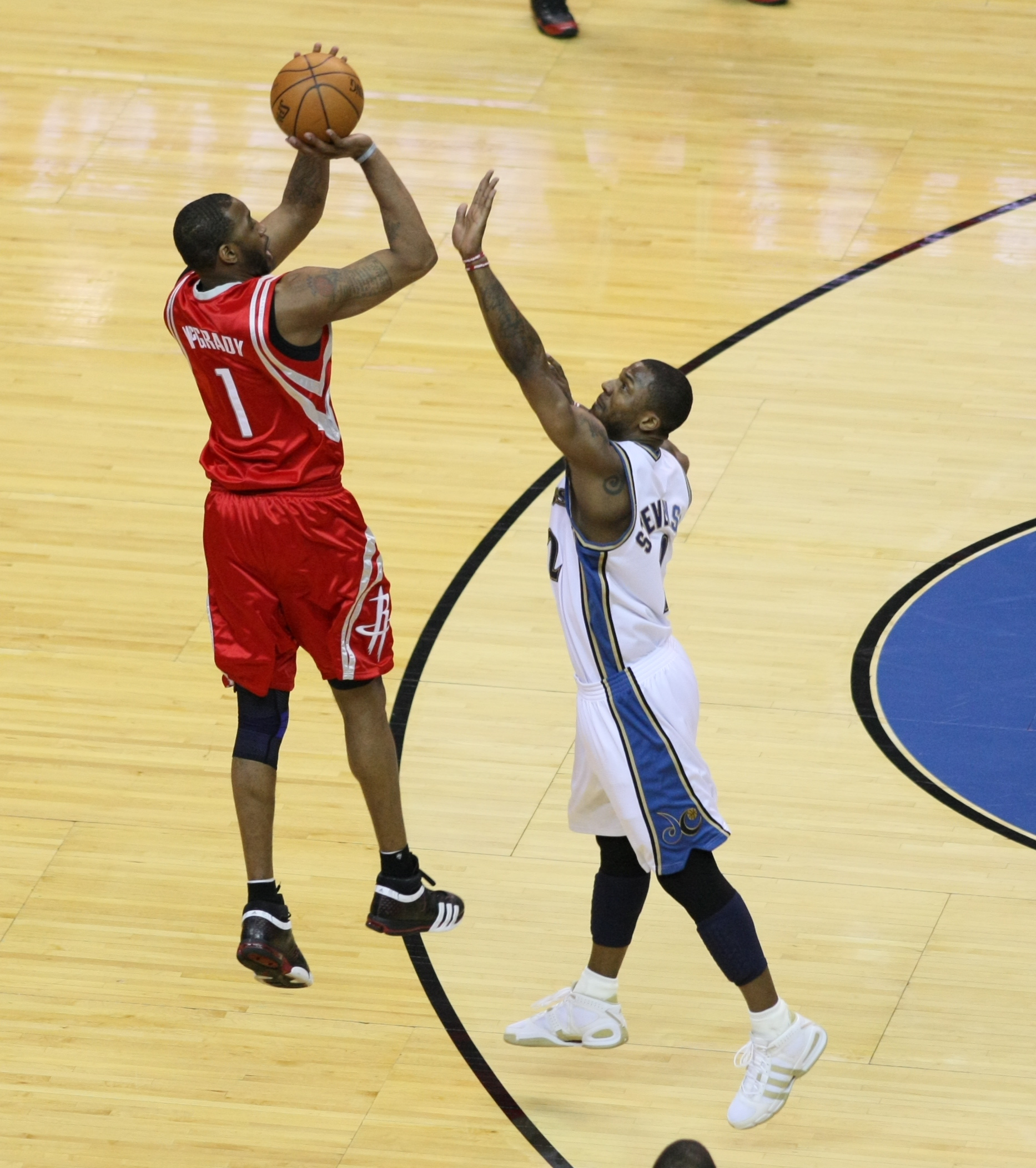
T.マックの3ポインター

## 3ポイントルールの歴史
1930年代のアメリカオハイオ州の高校でルールが検討され、当初は大学リーグで試行されるなどしていたが広く採用されるには至らなかった。
NBAの競合リーグであったABAに於いて1967-1968年シーズンに採用され、1970年代も継続されていたそのルールを、1979-1980年シーズンからNBAも採用した。ここから広がりを見せ、FIBAルールにも採用され、バスケットボールの標準的ルールとなった。NBAでは一時1994年から1997年までの3シーズンの間、アーチの距離を国際ルールの(6.75m)に近い距離(6.7m)に変更したが、その後1997-1998シーズンから元来の距離(7.239m)に再変更され現在に至っている。
日本では、1985年から採用された。夢の祭典のオールスターゲームでもスリーポイントコンテストとして開催される。ゴールから見て真正面・左右45°・左右真横の90°の5ヶ所から5投ずつ投げてその合計得点を争う。各箇所共に最後の5投目はカラーボールを使い入れば2点で総合計得点は30点満点となる。

### NBAスリーポイントの変遷(全チーム1試合平均)
| NBAシーズン | 3PM  | 3PA  | 3P%   |        |  | NBAシーズン | 3PM | 3PA  | 3P%   |        |
| 2020-21     | 12.7 | 34.6 | 0.367 |        |  |             |     |      |       |        |
| 2019-20     | 12.2 | 34.1 | 0.358 |        |  |             |     |      |       |        |
| 2018-19     | 11.4 | 32.0 | 0.355 |        |  |             |     |      |       |        |
| 2017-18     | 10.5 | 29.0 | 0.362 |        |  |             |     |      |       | ↓      |
| 2016-17     | 9.7  | 27.0 | 0.358 |        |  |             |     |      |       |        |
| 2015-16     | 8.5  | 24.1 | 0.354 |        |  | 1995-96     | 5.9 | 16.0 | 0.367 | 6.70m  |
| 2014-15     | 7.8  | 22.4 | 0.350 |        |  | 1994-95     | 5.5 | 15.3 | 0.359 | 6.70m  |
| 2013-14     | 7.7  | 21.5 | 0.360 |        |  | 1993-94     | 3.3 | 9.9  | 0.333 | 7.239m |
| 2012-13     | 7.2  | 20.0 | 0.359 |        |  | 1992-93     | 3.0 | 9.0  | 0.336 | ↓      |
| 2011-12     | 6.4  | 18.4 | 0.349 |        |  | 1991-92     | 2.5 | 7.6  | 0.331 |        |
| 2010-11     | 6.5  | 18.0 | 0.358 |        |  | 1990-91     | 2.3 | 7.1  | 0.320 |        |
| 2009-10     | 6.4  | 18.1 | 0.355 |        |  | 1989-90     | 2.2 | 6.6  | 0.331 |        |
| 2008-09     | 6.6  | 18.1 | 0.367 |        |  | 1988-89     | 2.1 | 6.6  | 0.323 |        |
| 2007-08     | 6.6  | 18.1 | 0.362 |        |  | 1987-88     | 1.6 | 5.0  | 0.316 |        |
| 2006-07     | 6.1  | 16.9 | 0.358 |        |  | 1986-87     | 1.4 | 4.7  | 0.301 |        |
| 2005-06     | 5.7  | 16.0 | 0.358 |        |  | 1985-86     | 0.9 | 3.3  | 0.282 |        |
| 2004-05     | 5.6  | 15.8 | 0.356 |        |  | 1984-85     | 0.9 | 3.1  | 0.282 |        |
| 2003-04     | 5.2  | 14.9 | 0.347 |        |  | 1983-84     | 0.6 | 2.4  | 0.250 |        |
| 2002-03     | 5.1  | 14.7 | 0.349 |        |  | 1982-83     | 0.5 | 2.3  | 0.238 |        |
| 2001-02     | 5.2  | 14.7 | 0.354 |        |  | 1981-82     | 0.6 | 2.3  | 0.262 |        |
| 2000-01     | 4.8  | 13.7 | 0.354 |        |  | 1980-81     | 0.5 | 2.0  | 0.245 |        |
| 1999-00     | 4.8  | 13.7 | 0.353 |        |  | 1979-80     | 0.8 | 2.8  | 0.280 |        |
| 1998-99     | 4.5  | 13.2 | 0.339 | ↑      |  | 1978-79     |     |      |       | 未採用 |
| 1997-98     | 4.4  | 12.7 | 0.346 | 7.239m |  | 〜          |     |      |       | ↓      |
| 1996-97     | 6.0  | 16.8 | 0.360 | 6.70m  |  | 1946-47     |     |      |       |        |

3PM:成功数 3PA:試投数 3P%:成功率

## 3ポイントルールの仕様

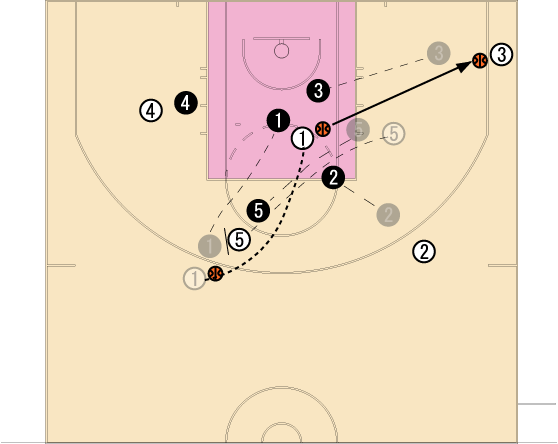
3ポイント、ワイドオープンを作るフォーメイション例

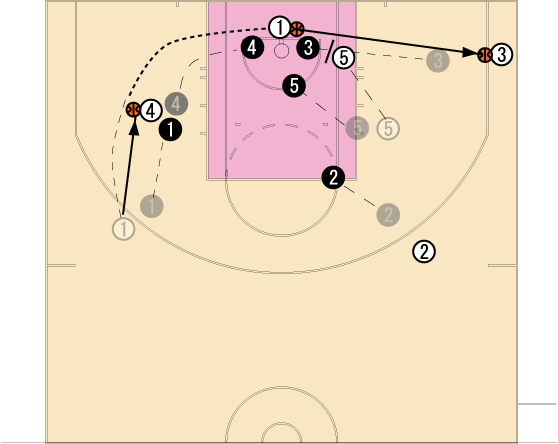
3ポイント、ワイドオープンを作るフォーメイション例

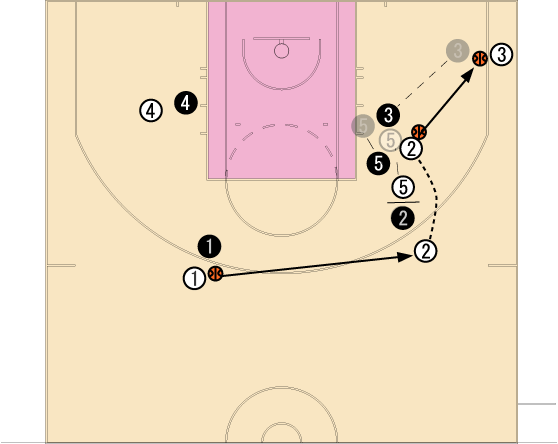
3ポイント、ワイドオープンを作るフォーメイション例

国際バスケットボール連盟 (FIBA) ルールとNBAルールでは、3ポイントラインのバスケットまでの距離が異なり、バスケット中心からの距離は以下の通りである。
- NBA

アーチ半径 23フィート9インチ (7.24 m)、
両サイドラインから3フィート (0.91 m) 離れた直線
- WNBA

アーチ半径20フィート6.25インチ (6.2548 m)、
両サイドラインから4フィート6インチ (1.37 m) 離れた直線
- FIBA

アーチ半径6.75 meters (22.1 ft)、
両サイドラインから0.9 meters (3.0 ft) 離れた直線
- NCAA

アーチ半径20フィート9インチ (6.32 m)、
両サイドラインから4フィート3インチ (1.30 m) 離れた直線

## 3ポイント成立条件

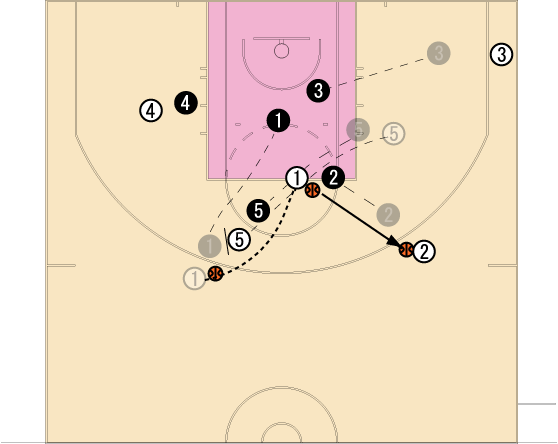
3ポイント、ワイドオープンを作るフォーメイション例

- 3ポイントラインを踏まずに、あるいは踏まずにジャンプして、ショットを放ちゴールした場合。ジャンプした場合、着地はライン上または踏み越えた場所でも問題ない。
- 3ポイントラインに片足でも掛かっていれば3ポイントは認められず、通常の2ポイントショットとなる。

## シューティング・テクニック
クイック・リリース・ショット・テクニック
できる限りノーマークに近い状態でショットするために、パスを受けてからシューティングモーションを短時間で行える技術が必要である。
ステップ・バック・ショット・テクニック
ディフェンダーとの間合いを取るためにペネトレイションと見せて、ドリブルで前に出て終了時に、ステップバックしショットを放てる技術が必要である。
クロスオーバーテクニック
ディフェンダーとの間合いを取るために左右に揺さ振りをかけペネトレイションと見せて、ショットを放てる技術が必要である。

## ショット・セレクション、フォーメーション
ワイド・オープンからの3ポイント・ショット
ペイントエリアからのキックアウトパス
ウイングからコーナーへのパッシング
コーナーからウイングへの戻し
ピボット、フェイクからの3ポイント・ショット
ステップ・バック・ショット
クロスオーバーからの3ポイント・ショット
ステップ・バック・ショット

## スリーポイントフィールドゴールの成功率
NBAでは、3FG%が4割を越えた辺りが、3ポインターとして認められる成功率である。5割以上を記録することは極めて希である。

## スリーポイントフィールドゴールに関わる記録
| 1クォーター最多3ポイントフィールドゴール成功数個人記録(3FGM) - レギュラーシーズンゲーム 2015年1月23日 クレイ・トンプソン 9本 1試合最多3ポイントフィールドゴール成功数個人記録 - レギュラーシーズンゲーム 2018年10月29日 クレイ・トンプソン 14本 - プレーオフゲーム 2021年6月2日 デイミアン・リラード 12本 - レギュラーシーズンゲーム 2017年3月4日 クリーブランド・キャバリアーズ 25本 - プレーオフゲーム 2016年5月4日 クリーブランド・キャバリアーズ 25本 - ファイナル 2017年6月10日 クリーブランド・キャバリアーズ 24本 通算最多3ポイントフィールドゴール成功数(3FGM) - レギュラーシーズン通算 2015-2016年 ステフィン・カリー 402本 - プレーオフ通算 2015年 ステフィン・カリー 98本 2016年 クレイ・トンプソン 98本 - ファイナル通算 2016年 ステフィン・カリー 32本 3ポイント記録関連 - 試投：3FGA(3 Point Field Goal Attempt) - 成功：3FGM(3 Point Field Goal Made)と略される。 - 成功率は、3FG% | \| シーズン \| プレーヤー \| Player \| 3FG% \| \| -------- \| ---------------------- \| ---------- \| ----- \| \| 2011-12 \| ホセ・カルデロン \| J.Calderon \| .4610 \| \| 2011-12 \| スティーブ・ノヴァック \| S.Novak \| .4716 \| \| 2010-11 \| マット・ボナー \| M.Bonner \| .4565 \| \| 2009-10 \| カイル・コーバー \| K.Korver \| .5364 \| \| 2008-09 \| アンソニー・モロー \| A.Morrow \| .4674 \| \| 2007-08 \| ジェイソン・カポノ \| J.Kapono \| .4831 \| \| 2006-07 \| ジェイソン・カポノ \| J.Kapono \| .5143 \| \| 2005-06 \| リチャード・ハミルトン \| R.Hamilton \| .4583 \| \| 2004-05 \| フレッド・ホイバーグ \| F.Hoiberg \| .4828 \| \| 2003-04 \| アンソニー・ピーラー \| A.Peeler \| .4823 \| \| 2002-03 \| ブルース・ボーエン \| B.Bowen \| .4410 \| \| 2001-02 \| スティーブ・スミス \| S.Smith \| .4715 \| \| 2000-01 \| ブレント・バリー \| B.Barry \| .4760 \| |            |       |
| シーズン | プレーヤー | Player     | 3FG%  |
| 2011-12 | ホセ・カルデロン | J.Calderon | .4610 |
| 2011-12 | スティーブ・ノヴァック | S.Novak    | .4716 |
| 2010-11 | マット・ボナー | M.Bonner   | .4565 |
| 2009-10 | カイル・コーバー | K.Korver   | .5364 |
| 2008-09 | アンソニー・モロー | A.Morrow   | .4674 |
| 2007-08 | ジェイソン・カポノ | J.Kapono   | .4831 |
| 2006-07 | ジェイソン・カポノ | J.Kapono   | .5143 |
| 2005-06 | リチャード・ハミルトン | R.Hamilton | .4583 |
| 2004-05 | フレッド・ホイバーグ | F.Hoiberg  | .4828 |
| 2003-04 | アンソニー・ピーラー | A.Peeler   | .4823 |
| 2002-03 | ブルース・ボーエン | B.Bowen    | .4410 |
| 2001-02 | スティーブ・スミス | S.Smith    | .4715 |
| 2000-01 | ブレント・バリー | B.Barry    | .4760 |

## NBA記録

## NBA、3ポイントコンテスト
NBAオールスターゲームの前日に、リーグでその年にロングレンジショットで活躍した選手間で3ポイントショットを競うFOOT LOCKER TREE-POINT CONTESTが行われる。
| NBAスリーポイント・シュートアウト優勝者 | NBAスリーポイント・シュートアウト優勝者 | NBAスリーポイント・シュートアウト優勝者 |
| 年                                      | 選手                                    | チーム                                  |
| --------------------------------------- | --------------------------------------- | --------------------------------------- |
| 1986                                    | ラリー・バード                          | セルティックス                          |
| 1987                                    | ラリー・バード(2)                       | セルティックス(2)                       |
| 1988                                    | ラリー・バード(3)                       | セルティックス(3)                       |
| 1989                                    | デイル・エリス                          | ソニックス                              |
| 1990                                    | クレイグ・ホッジス                      | ブルズ                                  |
| 1991                                    | クレイグ・ホッジス(2)                   | ブルズ(2)                               |
| 1992                                    | クレイグ・ホッジス(3)                   | ブルズ(3)                               |
| 1993                                    | マーク・プライス                        | キャバリアーズ                          |
| 1994                                    | マーク・プライス(2)                     | キャバリアーズ (2)                      |
| 1995                                    | グレン・ライス                          | ヒート                                  |
| 1996                                    | ティム・レグラー                        | ブレッツ                                |
| 1997                                    | スティーブ・カー                        | ブルズ (4)                              |
| 1998                                    | ジェフ・ホーナセック                    | ジャズ                                  |
| 2000                                    | ジェフ・ホーナセック(2)                 | ジャズ(2)                               |
| 2001                                    | レイ・アレン                            | バックス                                |
| 2002                                    | ペジャ・ストヤコヴィッチ                | キングス                                |
| 2003                                    | ペジャ・ストヤコヴィッチ(2)             | キングス(2)                             |
| 2004                                    | ボション・レナード                      | ナゲッツ                                |
| 2005                                    | クエンティン・リチャードソン            | サンズ                                  |
| 2006                                    | ダーク・ノヴィツキー                    | マブス                                  |
| 2007                                    | ジェイソン・カポノ                      | ヒート(2)                               |
| 2008                                    | ジェイソン・カポノ(2)                   | ラプターズ                              |
| 2009                                    | デカン・クック                          | ヒート (3)                              |
| 2010                                    | ポール・ピアース                        | セルティックス (4)                      |
| 2011                                    | ジェームズ・ジョーンズ                  | ヒート(4)                               |
| 2012                                    | ケビン・ラブ                            | ティンバーウルブズ                      |
| 2013                                    | カイリー・アービング                    | キャバリアーズ(3)                       |
| 2014                                    | マルコ・ベリネッリ                      | スパーズ                                |
| 2015                                    | ステフィン・カリー                      | ウォリアーズ                            |
| 2016                                    | クレイ・トンプソン                      | ウォリアーズ(2)                         |
| 2017                                    | エリック・ゴードン                      | ロケッツ                                |
| 2018                                    | デビン・ブッカー                        | サンズ(2)                               |
| 2019                                    | ジョー・ハリス                          | ネッツ                                  |
| 2020                                    | バディ・ヒールド                        | キングス                                |
| 2021                                    | ステフィン・カリー(2)                   | ウォリアーズ(3)                         |
| 2022                                    | カール＝アンソニー・タウンズ            | ティンバーウルブズ(2)                   |
| 2023                                    | デイミアン・リラード                    | トレイルブレイザーズ                    |

## 脚註
1. ↑  3点シューターのMVP。～NBA史に残るカリーの受賞～ Number Web 2015年7月14日 小川勝
2. ↑  “NBA League Averages”.   basketball-reference.com (2016年). 2016年1月閲覧。 エラー: 閲覧日は年・月・日のすべてを記入してください。（説明）
3. ↑  “Official Basketball Rules”.  FIBA.com (2010年4月30日). 2012年3月29日閲覧。
4. ↑  “Official Rules of the National Basketball Association”.  NBA.com (2008年9月8日). 2012年3月29日閲覧。
5. ↑  “Rule No. 1---Court Dimensions--Equipment”. NBA Official Rules. 2010年10月19日閲覧。
6. ↑  “2011 WNBA Official Rule Book”. WNBA Official Rules 2011. 2011年6月8日閲覧。
7. ↑  “Official Basketball Rules 2010”.   FIBA. 2010年10月19日閲覧。
8. ↑  “2009 Court Diagram”.   NCAA. 2010年10月19日閲覧。
9. 1 2  BASKETBALL REFFERENCE.COM
10. ↑  FOOT　LOCKER TREE-POINT CONTEST　NBA.com Archived 2012年4月13日, at the Wayback Machine.